# Giovanni Battista Boni
Giovanni Battista Boni (* in Cortona; † 1641 in Rom) war ein italienischer Cembalo- und Orgelbauer.

## Leben

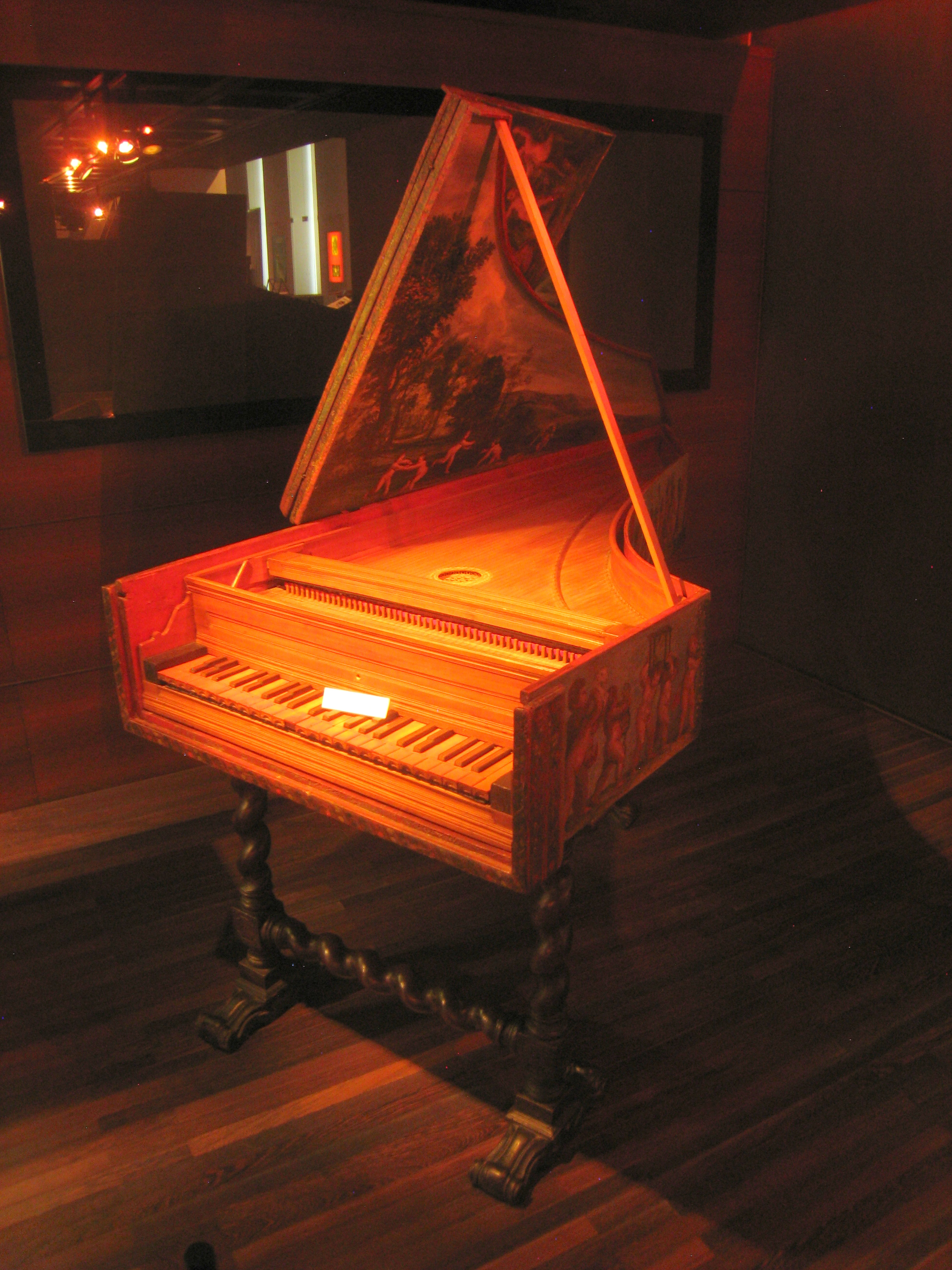
Cembalo aus dem Jahr 1619

Giovanni Battista Boni wurde in Cortona geboren. Er ging nach Rom und arbeitete für Papst Urban VIII. und dessen Neffen Kardinal Francesco Barberini, Don Taddeo Barberini und Kardinal Antonio Barberini. Er baute Cembali und Orgeln, aber er führte auch Reparaturen an den Instrumenten durch und pflegte die Sammlungen. Es sind sieben Cembali von ihm bekannt.
Nach seinem Tod im Jahr 1641 übernahm sein Lehrling Girolamo Zenti die Werkstatt.

## Erhaltene Instrumente
Sieben Instrumente wurden von ihm signiert oder werden ihm direkt zugeschrieben, davon sind vier noch im Originalzustand erhalten. Diese wurden alle im Jahr 1619 gefertigt. Eines befindet sich im Besitz des Fitzwilliam-Museum in Cambridge, eines im Musikinstrumentenmuseum Brüssel, eines in privatem Besitz in Bristol und eines im Besitz des Miami Dade County Museum of Art and Design.
Zwei Virginale mit seiner Signatur befinden sich im Smithsonian Institution in Washington, D.C. Das Instrument aus dem Jahr 1602 stammt von ihm selbst, während das Instrument aus dem Jahr 1617 vermutlich von Stefano Bolcioni gebaut wurde.